# Brumby 600
Die Brumby 600 oder auch Brumby LSA 600 genannt ist ein Schul- und Reiseflugzeug des australischen Herstellers Brumby Aircraft Australia.

## Geschichte und Konstruktion
Die Brumby 600 ist eine Weiterentwicklung der Goair Trainer. Die Maschine ist ein Ganzmetalltiefdecker mit nicht einziehbarem Bugradfahrwerk und konventionellem Leitwerk. Das Flugzeug wird entweder von einem Lycoming IO-233, einem Rotax-912-ULS, Jabiru 3300 angetrieben und besitzt einen Zweiblattpropeller aus Holz. Die Maschine verfügt unter einer Schiebehaube über zwei nebeneinander angeordnete Sitze und wird als Bausatz für Amateurbau angeboten. Seitlich zu öffnende Türen werden optional angeboten.

## Technische Daten
| Kenngröße             | Daten                                                  |
| --------------------- | ------------------------------------------------------ |
| Besatzung             | 1                                                      |
| Passagiere            | 2                                                      |
| Länge                 | 6,10 m                                                 |
| Spannweite            | 8,76 m                                                 |
| Höhe                  | ? m                                                    |
| Flügelfläche          | 9,75 m²                                                |
| Flügelstreckung       | 7,9                                                    |
| Leermasse             | 330 kg                                                 |
| max. Startmasse       | 600 kg                                                 |
| Reisegeschwindigkeit  | 204 km/h                                               |
| Höchstgeschwindigkeit | 259 km/h                                               |
| Dienstgipfelhöhe      | ? m                                                    |
| Reichweite            | ? km                                                   |
| Triebwerke            | 1 × Lycoming IO-233 oder Rotax 912ULS oder Jabiru 3300 |